# InCulto
InCulto fue un grupo musical lituano de ska y funk. El 4 de marzo de 2010, el grupo ganó la final nacional de Lituania con el tema "East European Funk", por lo que representaron a su país en el Festival de la Canción de Eurovisión 2010 celebrado en Oslo, Noruega. Anteriormente, la banda intentó representar a su país en 2006 con la canción "Welcome to Lituania", pero terminó en segunda posición, por detrás de LT United.
Abrieron un canal en YouTube para plasmar en video su gran gira europea. El video ya dispone de 16 capítulos. La banda lanzó "Eastern European Funk". Un EP que contiene 7 pistas y 3 videos.

## Discografía

### Álbumes
- PostSovPop (2004)
- Marijos Žemės Superhitai (2007)
- Eastern European Funk EP (2009)
- Closer Than You Think (2010)

### Sencillos
- "Jei labai nori" (con Linas Karalius) (2004)
- "Suk, suk ratelį" (2004)
- "Boogaloo" (2005)
- "Welcome to Lituania" (2006)
- "Bandyt ReikiUna" (junto a Erica Jennings) (2007)
- "Pasiilgau namų" (junto a Andrius Rimiškis) (2007)
- "East European Funk" (2010)

## Nominaciones y premios
| Año  | Categoría                 | Premio                    | Resultados |
| ---- | ------------------------- | ------------------------- | ---------- |
| 2004 | Mejor Artista Nuevo       | Bravo Music Awards        | Ganó       |
| 2005 | Mejor Banda               | Bravo Music Awards        | Ganó       |
| 2005 | Mejor Artista alternativo | Radiocentras Music Awards | Ganó       |
| 2006 | Mejor artista Báltico     | MTV Europe Music Awards   | Nominados  |